# Rue Jean-Baptiste Verheyden
La rue Jean-Baptiste Verheyden (en néerlandais: Jean-Baptiste Verheydenstraat) est une rue bruxelloise de la commune de Woluwe-Saint-Pierre qui va de la rue Arthur André à la rue Henri Vandermaelen sur une longueur totale de 160 mètres.

## Historique et description
Le nom de la rue vient du soldat au 14ème Régiment d'Artillerie Jean Baptiste VERHEYDEN, né le 11 mai 1888 à Woluwe-Saint-Pierre et décédé à Calais en France le 1 octobre 1918 de maladie (grippe et pneumonie), inhumé dans le carré militaire du cimetière de Woluwe-Saint-Pierre.